# 內爾達爾河 (維爾德河支流)
51°15′5.9″N 8°46′3.3″E / 51.251639°N 8.767583°E
內爾達爾河（德語：Neerdar），是德國的河流，位於該國西部，處於北萊茵-威斯特法倫州，屬於維爾德河的左支流，河道全長14.6公里，流域面積37.3平方公里。